# Партски језик
Партски језик је изумрли језик из северозападне групе иранских језика, којим су говорили древни Парти, становници античке области Партије. Партски језик је рано дошао у контакт са тадашњим источноиранским језицима, што се може видети у неким позајмљеницама. Писмо којим се парћански језик бележио било је пахлави.
Био је један од званичних језика у Партској царевини, којом је владала династија Арсакида. Са сменом династија (224. године) и стварањем Сасанидског царства, дошло је и до смене језика — партски језик је као службени језик замењен средњоперсијским. Споменици са партским језиком су ретки, и обухватају како натписе из доба Партског царства, тако и билингвалне (партско-средњоперсијске) натписе из времена Сасанида.